# Jakubov (Malacky)
Jakubov (slowakisch bis 1927 auch „Jakubové“; deutsch Jakobsdorf, ungarisch Nagyjakabfalva – bis 1907 Jakabfalva) ist eine Gemeinde im Okres Malacky innerhalb des Bratislavský kraj in der Slowakei.

## Geographie

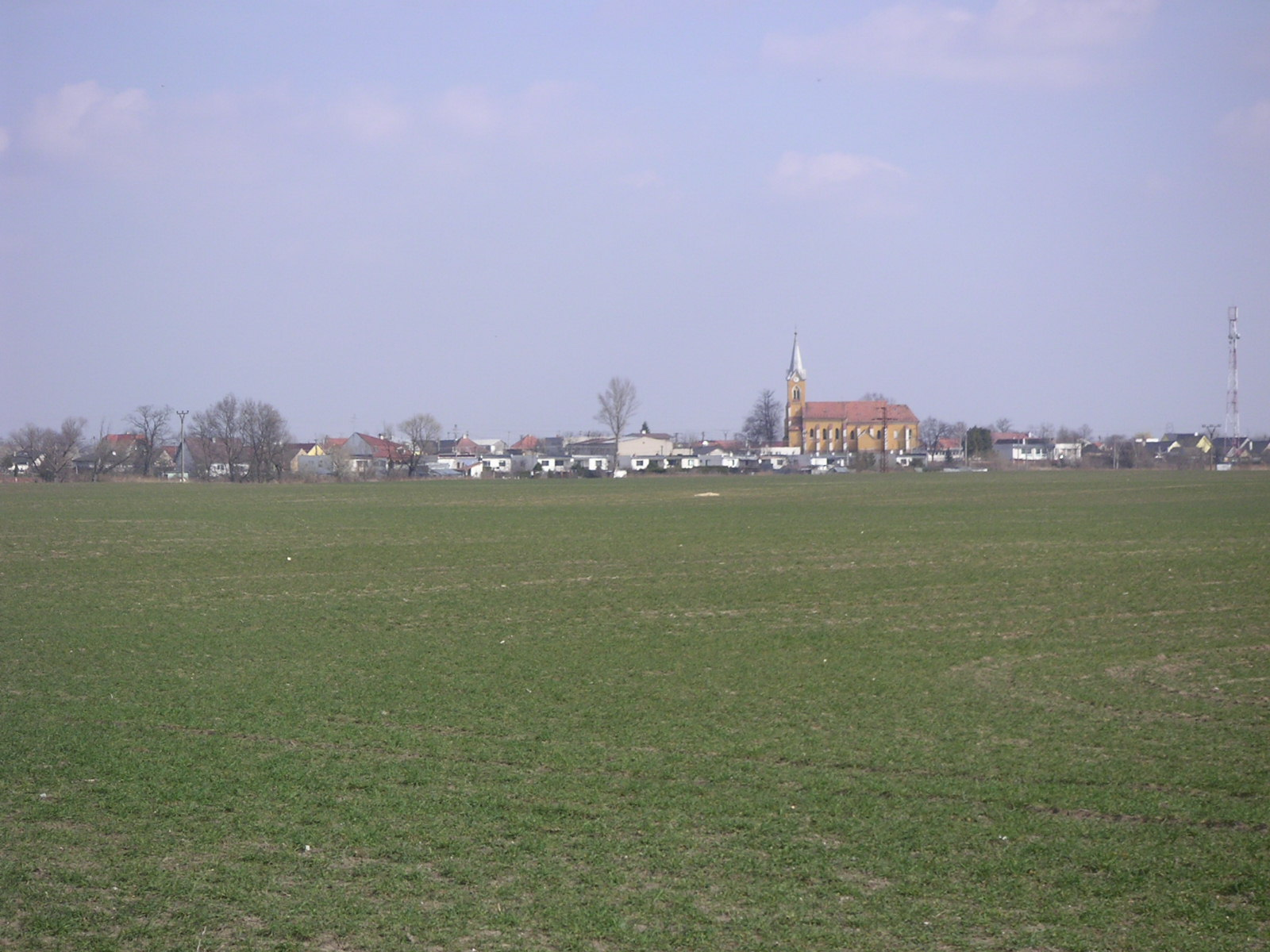
Blick auf den Ort

Der Ort liegt in der Záhorská nížina (Záhorie-Tiefland) in der Landschaft Záhorie am Flüsschen Malina und befindet sich 8 Kilometer westlich der Stadt Malacky und etwa 10 Kilometer von der österreichischen Gemeinde Angern an der March entfernt.
Westlich und südlich der Gemeinde erstreckt sich das Naturschutzgebiet Záhorie.

## Geschichte
Der Ort wurde 1460 zum ersten Mal schriftlich erwähnt. Im 16. Jahrhundert gehörte er der Familie Szerédy und zählte zum Herrschaftsgut der Burg Blasenstein. 1703 brannte ein Feuer den Ort komplett nieder.
Bis 1918 lag der Ort im Komitat Pressburg innerhalb des Königreichs Ungarn, danach kam er zur neu entstandenen Tschechoslowakei.

## Bevölkerung
| Jahr                | 1994 | 2004    | 2014     | 2024     |
| ------------------- | ---- | ------- | -------- | -------- |
| Anzahl der Personen | 1290 | 1376    | 1592     | 1815     |
| Unterschied         |      | +6,66 % | +15,69 % | +14,00 % |

| Jahr                | 2023 | 2024    |
| ------------------- | ---- | ------- |
| Anzahl der Personen | 1799 | 1815    |
| Unterschied         |      | +0,88 % |